# فيسنتي فيليسولا
فيسنتي فيليسولا (بالإسبانية: Vicente Filísola)‏ (و. 1789 – 1850 م)هو جندي، وعسكري محترف من إيطاليا، إسبانيا .
ويحمل رتبة عسكرية فريق أول .
توفي في مدينة مكسيكو .بسبب كوليرا .